# Prezydenci Górskiego Karabachu

## Chronologiczna lista

### Przewodniczący Rady Najwyższej (1992–1994)
| Osoba | Osoba                                   | Kadencja         | Kadencja         | Partia polityczna |
| #     | Imię i nazwisko                         | Od               | Do               | Partia polityczna |
| ----- | --------------------------------------- | ---------------- | ---------------- | ----------------- |
| 1     | Artur Mkrtczian (1959–1992)             | 7 stycznia 1992  | 14 kwietnia 1992 | bezpartyjny       |
| —     | Grzegorz Petrosjan (1953–) (tymczasowo) | 15 kwietnia 1992 | 14 czerwca 1993  | bezpartyjny       |
| —     | Garen Baburian (1954–2011) (tymczasowo) | 14 czerwca 1993  | 29 grudnia 1994  | bezpartyjny       |

### Prezydenci (1994–2023)
| Osoba | Osoba                                      | Osoba   | Kadencja        | Kadencja        | Partia polityczna              |
| #     | Imię i nazwisko                            | Portret | Od              | Do              | Partia polityczna              |
| ----- | ------------------------------------------ | ------- | --------------- | --------------- | ------------------------------ |
| 1     | Robert Koczarian (1954–)                   |         | 29 grudnia 1994 | 20 marca 1997   | bezpartyjny                    |
| —     | Leonard Petrosjan (1953–1999) (tymczasowo) |         | 20 marca 1997   | 8 września 1997 | bezpartyjny                    |
| 2     | Arkadi Ghukasjan (1957–)                   |         | 8 września 1997 | 7 września 2007 | bezpartyjny                    |
| 3     | Bako Sahakian (1960–)                      |         | 7 września 2007 | 21 maja 2020    | bezpartyjny                    |
| 4     | Arajik Harutiunian (1973–)                 |         | 21 maja 2020    | 1 września 2023 | Wolna Ojczyzna                 |
| –     | Dawit Iszchanjan (1968–) (tymczasowo)      |         | 1 września 2023 | 9 września 2023 | Armeńska Federacja Rewolucyjna |
| 5     | Samwel Szahramanian (1978–)                |         | 9 września 2023 | 31 grudnia 2023 | bezpartyjny                    |